# Новый (Калманский район)
Новый — посёлок в Калманском районе Алтайского края России. Входит в состав Зимарёвского сельсовета.

## География
Посёлок находится в центральной части Алтайского края, в лесостепной зоне, в пределах северо-восточной части Приобского плато, на расстоянии примерно 30 километров (по прямой) к северу от села Калманка, административного центра района. Абсолютная высота — 208 метров над уровнем моря.

Климат умеренный, резко континентальный. Средняя температура января составляет −17,7 °C, июля — +19,6 °C. Годовое количество атмосферных осадков — 350—400 мм.

## Население
| 1997 | 1998 | 1999 | 2000 | 2001 | 2002 | 2003 |
| ---- | ---- | ---- | ---- | ---- | ---- | ---- |
| 262  | ↘258 | ↗266 | ↘246 | ↘238 | ↗249 | ↘238 |
| 2004 | 2005 | 2006 | 2007 | 2008 | 2009 | 2010 |
| ↗248 | ↘237 | ↗254 | ↘245 | ↘242 | ↗244 | ↘214 |
| 2011 | 2012 | 2013 |      |      |      |      |
| ↘209 | ↘200 | ↗205 |      |      |      |      |

Согласно результатам переписи 2002 года, в национальной структуре населения русские составляли 80 %.

## Улицы
Уличная сеть посёлка состоит из семи улиц.